# الآداب في كوريا الجنوبية
الآداب في كوريا الجنوبية أو قانون السلوك الاجتماعي الذي يحكم التفاعل بين البشر، مستمد إلى حد كبير من الكونفوشيوسية الكورية ويركز على القيم الأساسية لهذا الدين. بالإضافة إلى السلوك العام، تحدد آداب السلوك في دولة كوريا الجنوبية أيضًا كيفية التصرف فيما يتعلق بالمكانة الاجتماعية. وعلى الرغم من تقبل معظم جوانب آداب من قبل البلد ككل، إن هذه العادات يمكن أن ترجع إلى مناطق معينة متأثرة بالثقافات الأخرى كالصين واليابان، والولايات المتحدة.

## مقدمة

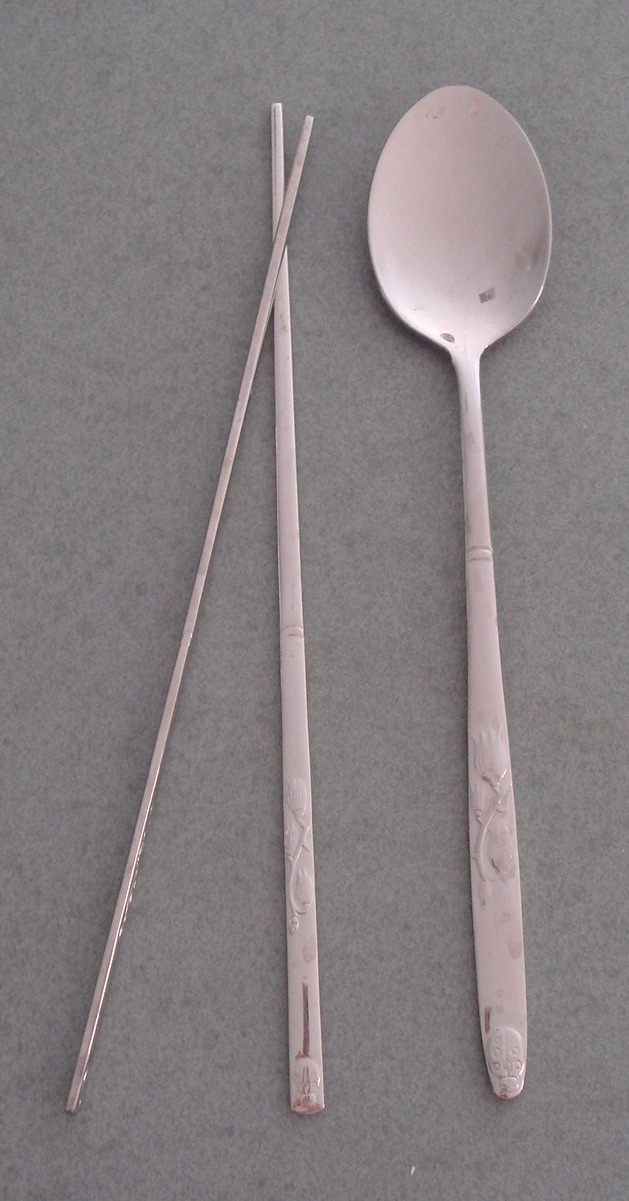
عيدان تناول الطعام في كوريا الجنوبية وملعقة.

هناك العديد من نقاط آداب السلوك في دولة كوريا الجنوبية والتي يتم تحديدها إما من خلال المحظورات الثقافية أو الأخلاق. تعتبر الممارسات الثلاثة التالية أمثلة على أمور منتشرة بشكل كبير ومعروفة لدى الكوريين الجنوبيين بشكل عام.
- يعتبر استخدام الرقم أربعة غير محظوظ، بل حتى مشؤومًا، لأن نطق كلمة «أربعة» والرمز هذا باللغة الصينية " 死" والذي يعني (الموت) متشابه. كما يعتبر من سوء الحظ اختيار الطابق الرابع في مصعد، وبعض المبانى لايوجد زر للطابق الرابع في المصعد. كما نادراً ما تعطى الهدايا بمضاعفات الرقم أربعة، في حين أن إعطاء أي شئ بمضاعفات سبعة يعتبر محظوظاً وتمنياً في الحصول على حظ جيد.[2]
- يُنظر إلى التقبيل في الأماكن العامة بالاستنكار وويدل بدرجة كبيرة على عدم التواضع بالنسبة للأفراد الأكبر سنا في دولة كوريا الجنوبية. لقد أصبح هذا أقل تحريماً مع الجيل الحالي من الشباب، ولكن ما زال يكون شئ مُحبط بالنسبة لكبار السن.[3]
- التأنق في أرتداء الملابس أمر مهم في كوريا الجنوبية. ويعتبر علامة على الاحترام. عادة ما يكون ارتداء البدلة وربطة العنق مناسبين في المناسبات الرسمية، مثل مقابلة أشخاص جدد. كما يتأنق الكوريون الجنوبيون في الملابس أيضًا للأنشطة المدنية، خاصةً في المدن الكبرى مثل سيول.[4]

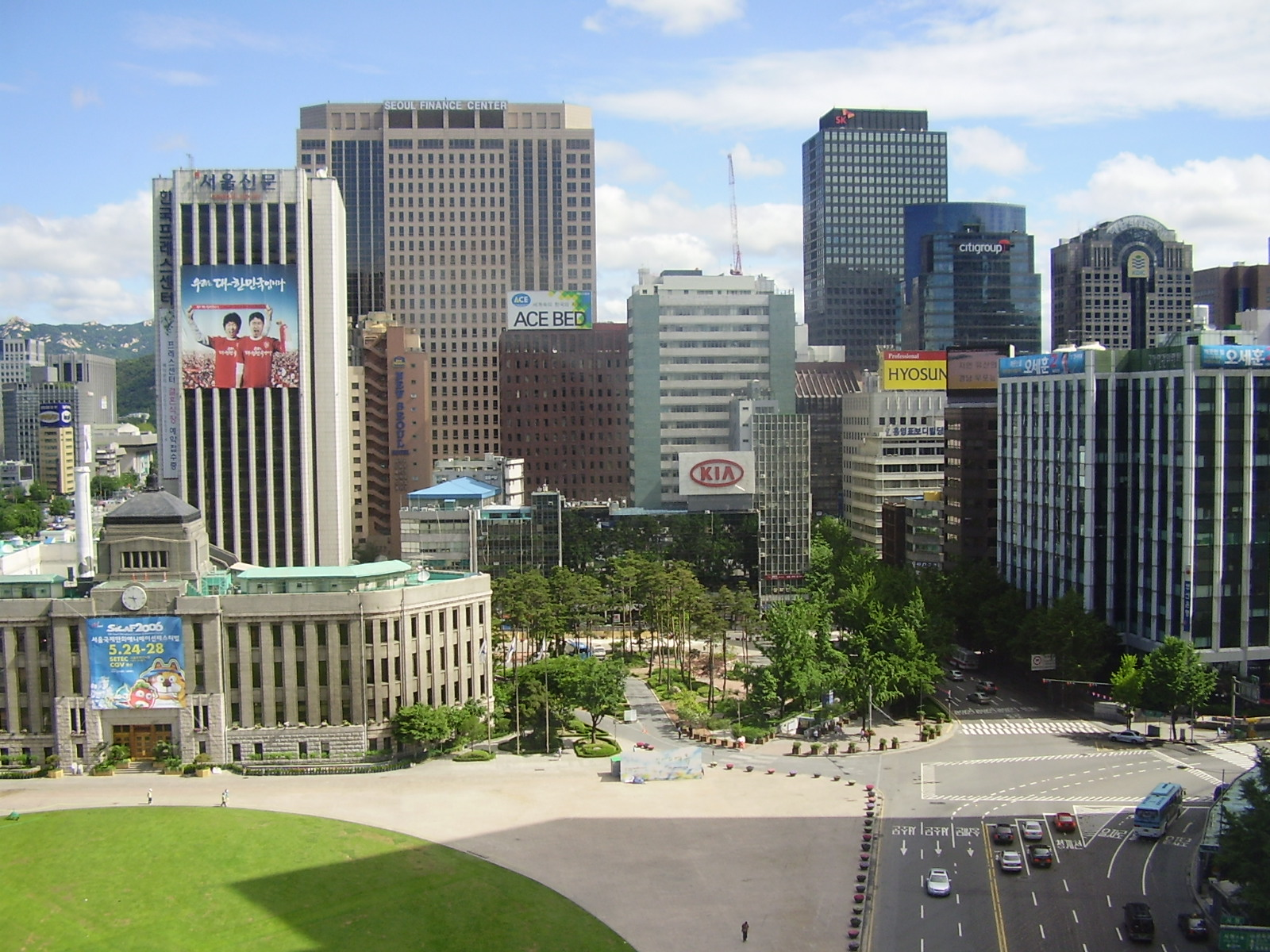
سيول

## التحية ولغة الجسد

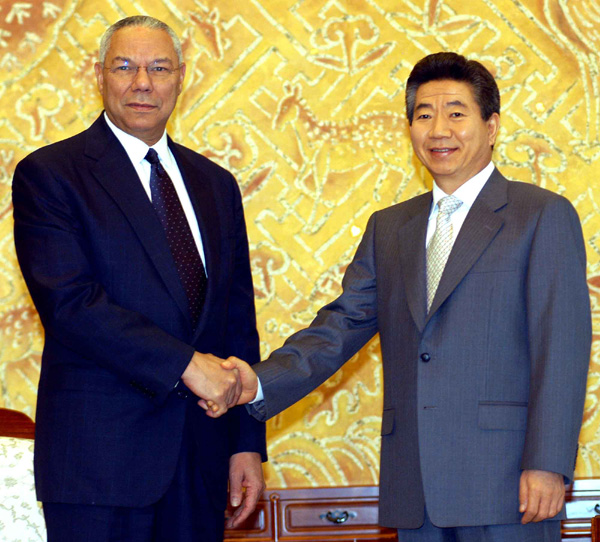
كولين باول ورو مو هيون يتصافحون.

يصافح الكوريون الجنوبيون عادةً عندما يجتمعون للمرة الأولى. من أجل إظهار الاحترام، يدعم الأفراد ساعدهم الأيمن في بيدهم اليسرى. الانحناء أيضا يكون التحية الكورية الجنوبية التقليدية وغالبا ما يرافقه مصافحة بين الرجال. يعتبر الكوريون الجنوبيون أنه انتهاك شخصي عند لمس الشخص من قبل شخص غير قريب أو صديق مقرب. يجب تجنب اللمس أو الربت أو الصفع الخلفي أثناء التفاعلات. بالإضافة إلى ذلك، يجب تجنب الاتصال المباشر بين الصغار والكبار لأنه يُنظر إليه على أنه غير مهذب أو حتى ان الشخص يتحدى من ينظر له.

## الطعام والشراب
يمكن إرجاع آداب المائدة في كوريا الجنوبية إلى الفلسفة الكونفوشيوسية في فترة الحكم جوسون. عند تناول الطعام بالطريقة التقليدية، يستخدم الكوريون الجنوبيون الوسائد للجلوس على الأرض وتناول الطعام على طاولة منخفضة. يتم تسخين الأرض بشكل عام من خلال نظام التدفئة بنظام التدفئة الأرضية. هذا العرف لا يزال شائعا في العديد من المطاعم في كوريا الجنوبية. تكون منطقة تناول الطعام في المطعم بشكل عام على منصة مرتفعة، ومن المتوقع أن يقوم الزوار بخلع أحذيتهم قبل الدخول لهذه المطاعم. اليوم، تحتوي معظم المطاعم أيضًا على طاولات وكراسي للزائرين الذين يشعرون بعدم الارتياح عندالجلوس على الأرض. 

### الطعام
وعلى عكس الصينيين واليابانيين، فإن الكوريين الجنوبيين لا يرفعون أي طبق من الأرز إلى فمهم اثناء الاكل. خلال الوجبة، تبقى الأطباق على الطاولة. كما أنه من غير المقبول الحديث عن أشياء كريهة أو قذرة عند تناول وجبات الطعام مع الآخرين، أو تناول الطعام ببطء شديد أو بسرعة. إن نفخ أنف الشخص على المائدة، حتى لو كانت الوجبة حارة، تعتبر مسيئة بشكل ما. إذا كان مثل هذا الإجراء ضروري، فمن المستحسن أن يترك الطاولة أو يكون حذراً اثناء فعله ذلك. يستخدم الكوريون الجنوبيون عيدان تناول الطعام عندما يأكلون، العيدان في كوريا الجنوبية مصنوعان من الفولاذ المقاوم للصدأ. أثناء الوجبة، لا يتم طرح هذه عصيان الطعام على الطاولة بسبب الضوضاء. وايضاً، لا ينبغي أن تلمس الملاعق الاطباق لأنها تصنع صوتًا تصادم.كما لا ينبغي أبدًا أن توضع عيدان الطعام والملاعق في الطعام، وخصوصا الأرز، في وضع الوقوف لأنها تشبه عروض الطعام في قبر للاسلاف المتوفين، ومن ثم فهي تعتبر حظًا سيئًا.

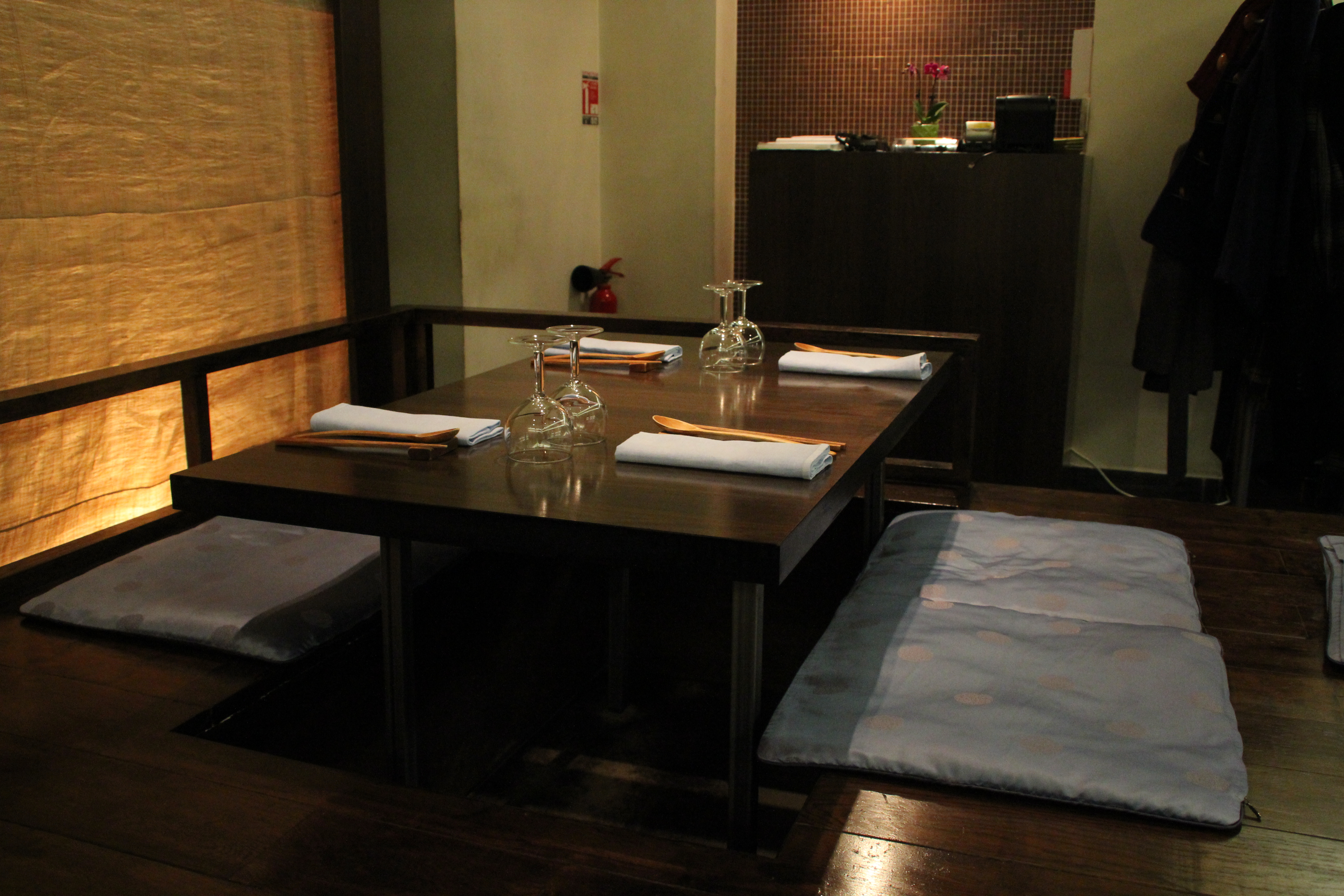
مطعم كوري جنوبي، مارو.

### الشراب
المقال الرئيسي: ثقافةالشراب في كوريا
في المطاعم والحانات، يُنظر إلى صب الشراب الشخص لنفسه كشئ غير مهذب اجتماعيا. يُفضل بشكل عام أن يملأ المضيفون المشروبات لرفقائهم، ويجب على الرفقاء أن يفعلوا الشيء نفسه للمضيف. لذلك، فإن الانتباه إلى اكواب الشراب الأخرى وملئها عندما تكون فارغة هو إجراء شائع في الحانات والحفلات والأماكن الاجتماعية الأخرى. إذا كان الشخص لا يرغب في شرب المزيد، فإن هذا الشخص هو ببساطة يترك كوب شرابه ممتلئًا. تنص التقاليد على عدم رفض الضيوف للشراب الأول الذي يقدمه المضيف. إذا رفض أحد الضيوف تناول مشروبًا حتى ثلاث مرات، فلن يتم عرض مشروباً لذلك الضيف بعد ذلك.
عندما يطلب من الضيوف البالغين صب المشروب، فمن المتوقع أن يقدموا المشروبات بكل احترام مع استخدام كلا اليدين. عند سكب المشروبات الكحولية، ينبغي على الضيوف حمل الكأس باليد اليمنى اثناء السكب، كما يجب حمل معصم يدهم اليمنى بخفة بيدهم اليسرى. ويتوقع من الضيوف أن يمرروا ويستلموا الأشياء باليد اليمنى أو كلا اليدين، وأن لا يستخدموا يدهم اليسرى بمفردها.
ينطبق نفس آداب السلوك عندما يتلقى الضيوف البالغين المشروبات الكحولية. ومع ذلك، إذا كان كبار السن يقدمون المشروبات الكحولية للضيوف الأصغر سنًا، يجب على الضيوف تناول الشراب وتقديم الامتنان بأدب بالقول «شكرًا لكم». إذا كان المشروب الكحولي هو البيرة، فمن المناسب للضيوف الصغار أن يديروا رؤوسهم. هذه الإجراءات تسعد كبار السن لأنه عندما يقوم شخص من مكانة اجتماعية أعلى بسكب الشراب، فإنه يُعتبر مناسبًا للشخص الأقل مكانة ان يديروا رؤوسهم. 

## حفلة الانتقال
يطلق على حفلة الانتقال في كوريا الجنوبية اسم (جيب- دول-يى) (집들이)، وتشمل على الممارسة المعتادة لاستضافة تجمع صغير بعد الانتقال إلى منزل جديد. يتم عمل جولة لكل من الأصدقاء والأقارب والجيران في المنزل أثناء تقديم الطعام والمشروبات لهم. 
تقليدياً، سيدعو صاحب المنزل الجديد الشامان (무당))(مودانج) لأداء طقوس الشامانية (الأمعاء) مساء يوم الانتقال. على الرغم من ذلك، حالياً يفضل الناس للاحتفال بالانتهاء من بناء المنازل بطريقة مختلفة إلى حد ما. ففي مناطق ك (جوينجى- دو)و (اونج جين جان)، يطلق عليه (دول شارى) (들 차리)، وسوف يختار المالك اى مساءً لدعوة الأصدقاء والقرويين لجولة في المنزل أثناء تقديم الطعام لهم.
الطعام الذي يقدم عادة هو البيبيمباب (비빔밥)وهو خليط من الأرز، براعم الفاصوليا، وجانجتو (وهو نوع من الأعشاب البحرية). الناس يحتفلون في وقت متأخر من الليل عن طريق العزف على طبل على شكل ساعة رملية (장구)(جانجو) والغناء. الناس الذين يعيشون في منطقة سيونغنام لديهم احتفال مماثل عند بناء أو الانتقال إلى منزل جديد. يقوم ضيوفهم بإعداد المسابقات أو الشموع، التي ترمز إلى رغباتهم في أن ينهض المنزل ويزدهر. يقدم الناس مواد التنظيف للمنزل ومناديل التواليت كهدايا للانتقال لمنزل جديد، مما يدل على أن كل شيء سيكون جيداً. 

## الهدايا وأعطائها
الكثير من الكوريين الجنوبيين يقدمون الهدايا لبعضهم البعض للاحتفال بأعياد الميلاد وحفلات الزفاف والأعياد مثل السنة الميلادية الجديدة و (تشوسوك: ويعنى حرفيا «عشية الخريف» وهو مهرجان كبير للحصاد). يقدم الناس مجموعة متنوعة من الهدايا فيعتمد نوع الهدية على من يتلقى الهدية والوقت الذي يتلقاها فيها. بالنسبة إلى حفلات الزفاف، الكثير من الكوريين الجنوبيين إعطاء العرائس والعرسان المال كهدية، وأفضل الأصدقاء للزوجين يهدوا أجهزة المنزلية للعروسين.  خلال الأعياد، يقدم الكوريون الجنوبيون هدايا إلى والديهم ورؤسائهم، مثل الأضلاع والفاكهة والنبيذ مع بطاقات الهداياو بطاقات هدايا فقط. غالباً ما يتلقى الجيران الزيت وعلبة من سمك التونة، أو لافر (طحلب بحرى قابل للأكل).

## الجنازات
في دولة كوريا الجنوبية ينطوي الذهاب إلى جنازة على الصلاة من أجل الشخص المتوفى للراحة في الجنة، ويرتبط بطاعة الوالدين. الجنازات والطقوس هي احتفالات تنظمها العائلة، وتعتبر مسؤوليتها هي الإشراف عليها. مؤخرا تغيرت عادات الجنازة بشكل ملحوظ. على سبيل المثال، كثير من الناس يفضلون حالياًأن يكون لديهم جنازات صغيرة وأن يتم حرق جثثهم بدلاً من دفنهم.
--الزيارة للتعزية--
هناك في دولة كوريا الجنوبية، تعني عبارة «الزيارة للعزاء» إظهار الحزن تجاه المتوفي وتقديم العزاء للمشيعين. في كوريا الجنوبية، يسمى نداء التعزية (جومو)[(조문 (弔 問)] أو (مون سانج) [(문상 (問 喪)]. إذا كان الشخص أكبر سناً من الشخص المتوفى، فإن هذا الشخص يجب أن ينحني فقط إلى المعزين الأساسيين للشخص المتوفى.

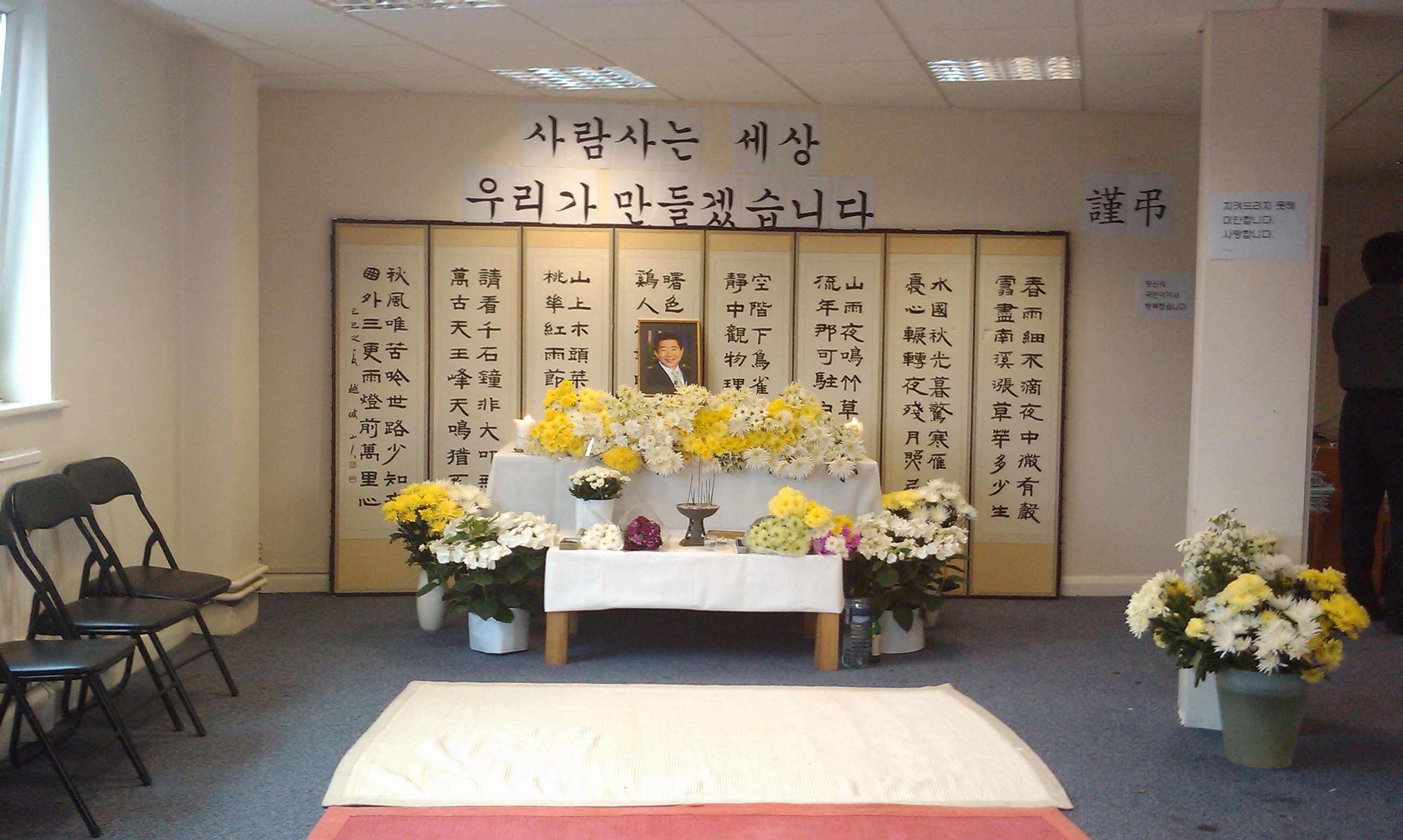
العزاء في كوريا الجنوبية.

### تقديم الزهور
عند تقديم الزهور في الجنازة، يجب أن تكون اوراق الزهور امام المتوفى كرمز لحفل الزهور. 

### الانحناء
على خلاف الانحناء الرسمي المعتاد، في العزاء، ينحني الرجل بوضع يده اليسرى فوق يمينه. على العكس، تنحني المرأة بوضع يدها اليمنى فوق يدها اليسرى. يجب أن ينحني الناس مرة واحدة لأولئك الذين هم على قيد الحياة ومرتين للمتوفيون. 

## أعياد الميلاد الخاصة

### دول-جان-تشى
يعتبر (دول-جان-تشى) أو (dol) (돌잔치) هو احتفال عيد ميلاد أول كوري جنوبي تقليدي. منذ وقت طويل، عندما كان علم الطب غير قادر على علاج العديد من الأمراض وسوء التغذية كان شائعاً، نادراً ما نجا الأطفال الرضع حتى عيد ميلادهم الأول. لذا، أصبح هذا الاحتفال علامة فارقة ليُبارك فيه الطفل ليتمتع بمستقبل مزدهر وايضاً للأحتفال بنجاة الطفل الرضيع.
لا تزال العديد من العادات التقليدية موجودة حالياً. (دول) هو واحد من أهم أعياد الميلاد التي يُحتفل بها في كوريا الجنوبية. إن أهم ما يميز طقوس هذا الاحتفال هو التنبؤ بمستقبل الطفل من خلال تقديم مجموعة متنوعة من العناصر للطفل ومشاهدة ما الذي يلتقطه:
ترمز الفرشاة إلى الباحث، وتعني بكرة الخيط حياة طويلة، والمال يرمز إلى الثروة. الأرز يدل على أن الطفل لن يجوع أبداً وذلك كان مسألة هامة عندما عانى الناس من المجاعات. بالنسبة للمولود الذكر، اختيار القوس والسهم يعنى أنه سيصبح قائدًا عسكريًا. بالنسبة للمولود الانثى، يمثل اختيار المقص أو الإبر أنها ستكبر لتكون ممتازة بالحرف اليدوية.

### هوان-جاب
هوان-جاب (الهانجول: 환갑؛ هانجا: 還 甲) هذا الاحتفال في كوريا الجنوبية هو طريقة تقليدية للاحتفال بعيد الميلاد الستين. يشير الرقم "60" إلى إتمام دائرة كبيرة واحدة وبدء حياة أخرى في حياة الشخص، والتي تعترف بأنها دورة الجنسانية التقليدية للتقويم القمري (هي دورة من ستين مصطلح يستخدم لحساب الوقت في الصين وبقية الثقافات في شرق آسيا). سابقاً، كان متوسط العمر المتوقع بلانسان أقل بكثير من سن الستين؛ لذا
يُحتفل به أيضا بطول العمر والرغبة في حياة أطول وأكثر أزدهاراً. يتم إعدالاهذا الاحتفال بشكل تقليدي من قبل أبناء هذا الشخص الذي سيبلغ من العمر ستين عامًا، ويساعد العديد من الأقارب في إعداد وفرة من الطعام. مع ظهور الرعاية الصحية الحديثة، يحدث كثيرا هذا الاحتفال أكثر من المعتاد عليه.
حالياً يقوم العديد من الكوريين الجنوبيين برحلات مع عائلاتهم بدلاً من إقامة حفل كبير للاحتفال بعيد ميلادهم الستين. يتم ايضاً عمل احتفال عندما يصل عمر الشخص إلى 70 و 80 عامًا، وهو ما يسمى بـ (جوهى) (고희)الاحتفال بعيد الميلاد الستين و (تشيل سون)الاحتفال بعيد الميلاد السبعين و (بالسون) (팔순)الاحتفال بعيد الميلاد الثمانون. ويكون الاحتفال عبارة عن تجمع العائلات في مطعم كبير، ويلبسون الهانبوك، ويُحتفل بهذه المناسبة مع طاولة طعام مليئة بالفواكه، وكعك الأرز، والكعك التقليدي. مؤخراً، يحتفل المزيد والمزيد من الناس بأعياد ميلادهم البارزة بطرق أخرى مثل التبرع بالمال إلى المحتاجين أو المساهمة في برامج المنح الدراسية محلياً.

## انظر ايضاً
- ثقافة كوريا
- قائمة العطل الرسمية في كوريا الجنوبية
- الزواج في كوريا الجنوبية

الإتيكيت في بلدان أخرى
- الإتيكيت في اليابان

## وصلات خارجية
- A video from Arirang TV which introduces the Korean housewarming (بالإنجليزية)
- دليل للأجانب (بالإنجليزية)